# Hélène Gautier-Pictet
Hélène Gautier-Pictet (Bern, 8 mei 1888 - Genolier, 14 december 1973) was een Zwitserse feministe.

## Biografie
Hélène Gautier-Pictet was een dochter van Paul Pictet, een jurist, en van Marie Hirschgartner. In 1909 huwde ze Charles Gautier, een bankier en zoon van Lucien Gautier. Aan de Universiteit van Genève leerde ze feministe Émilie Gourd kennen, onder wiens invloed ze zou opkomen voor vrouwenrechten. Ze richtte de Association féminine d'éducation nationale op en later in 1937 ook het Centre de liaison des associations féminines. In 1941 vervoegde ze ook de quakers, waar ze mede een Franstalige afdeling oprichtte.

## Trivia

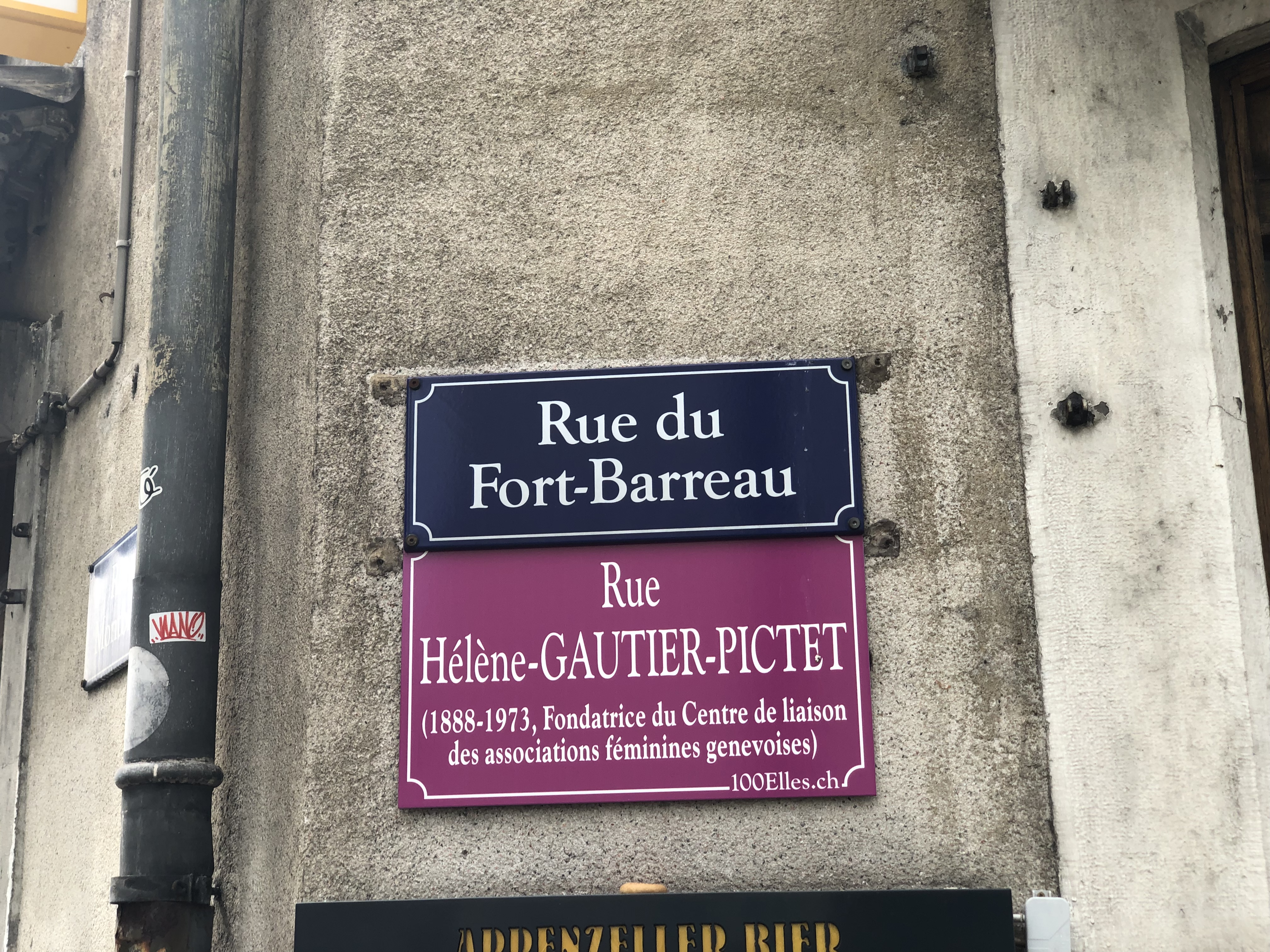
Alternatief straatnaambord van de actie 100Elles* in Genève, 2019.

- In 2019 werd in Genève door de actie 100Elles* een alternatief straatnaambord opgericht ter ere van Hélène Gautier-Pictet.